# Consell de Cent
|  | Per a altres significats, vegeu «Carrer del Consell de Cent». |

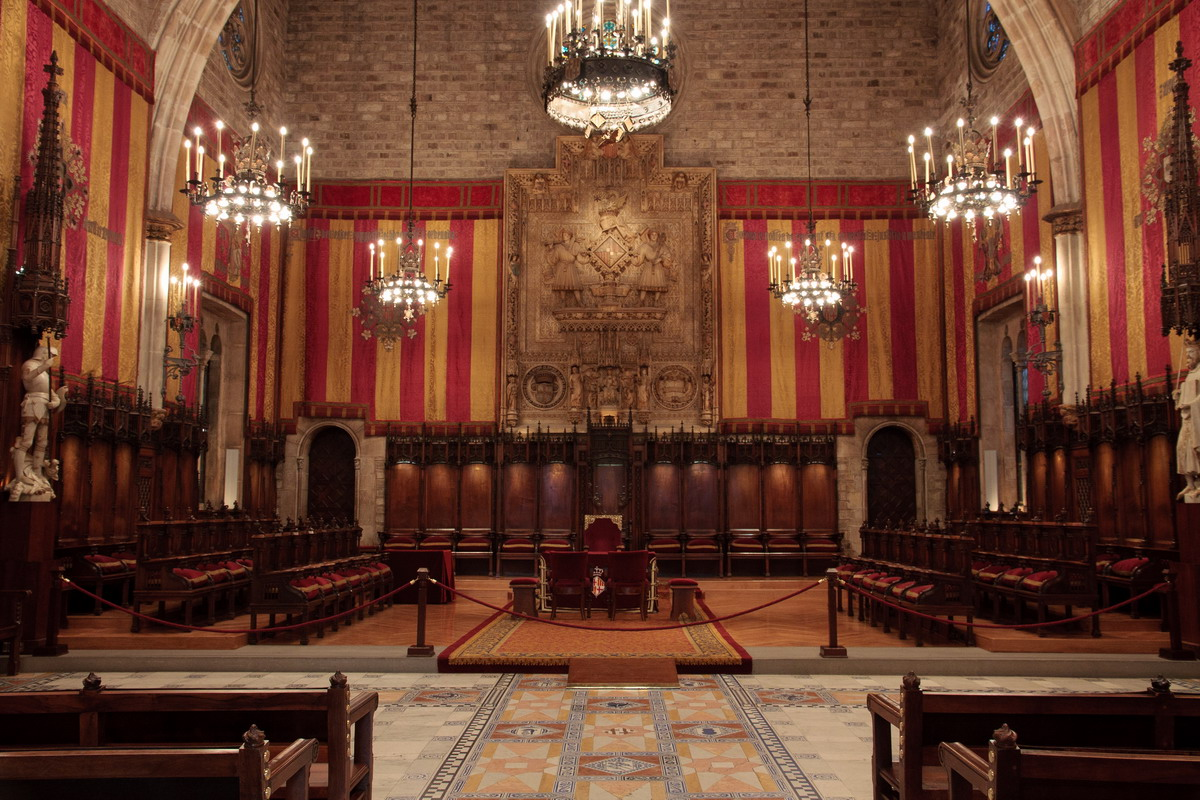
Saló de Cent

El Consell de Cent era una institució de govern municipal a la ciutat de Barcelona en format d'assemblea que aconsellava els consellers i els oficials reials en temes de la utilitat i la defensa de la ciutat i decidia els afers municipals. Fou establerta el segle xiii i perdurà fins que fou abolida pels Decrets de Nova Planta el 1714. El seu nom té l'origen al nombre dels seus membres, que eren limitats a cent a partir del 1265 i fins al s. XIV. El carrer del Consell de Cent, un important carrer a la ciutat de Barcelona, li està dedicat.
La importància del Consell de Cent es veu en molts exemples, com ara que l'any 1464 va proclamar comte de Barcelona Pere el Conestable de Portugal. Un altre exemple és la negativa del Consell de Cent d'acceptar la concessió feta pel rei d'un estudi general. Martí l'Humà, el 10 de gener de 1401, va atorgar el privilegi reial de la fundació de l'Estudi General de Medicina i Arts, amb les mateixes prerrogatives que el de Montpeller i que finalment donà origen a la Universitat de Barcelona, l'any 1450.
Fins i tot disposava d'atribucions militars per a la defensa de la ciutat, en la força de la Coronela, que va tenir un paper important en la resistència contra els atacs borbònics de 1713.

## Orígens

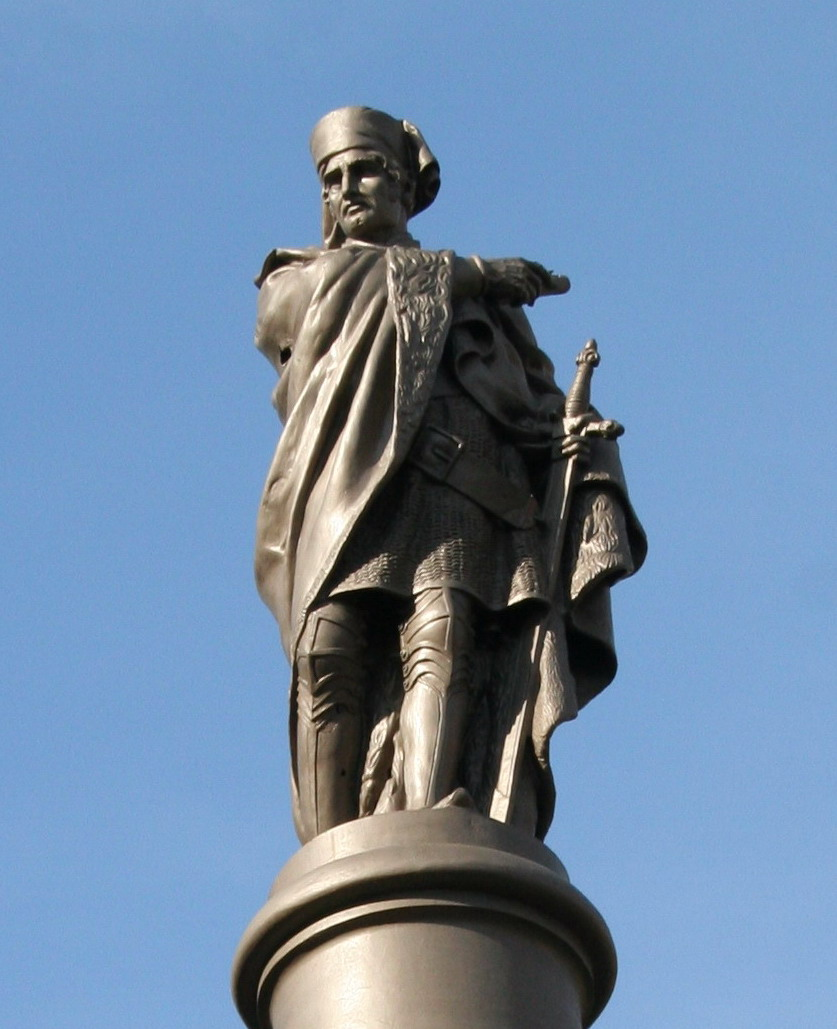
El conseller i almirall Galceran Marquet, amb la capa i barret propis del càrrec.

En els seus orígens, el govern local corresponia a agents (el veguer o el batlle) que representaven el poder reial o senyorial a cada lloc, amb jurisdicció i facultats coercitives per a poder mantenir la pau i l'ordre. Aquests agents presidien les assemblees de veïns, que els assessoraven. Per concessió reial, durant el segle xii van aparèixer les primeres formes autònomes de govern municipal en algunes viles i ciutats del reialenc. Llavors, l'antiga assemblea veïnal va desaparèixer i va ser substituïda per un consell municipal restringit format pels veïns més rellevants (prohoms o consellers), que s'encarregaven d'assessorar el grup reduït de magistrats responsables del govern municipal (cònsols, paers, jurats, consellers).
El 1238 s'establí un Consell de Cent a la ciutat reial aragonesa de Jaca i el 1265 Jaume I d'Aragó donà la seva aprovació reial al Consell de Cent de Jaca, model implantat també a Barcelona i a altres capitals dels estats de la Corona d'Aragó. El nou consell restringit el règim municipal de Barcelona es va anar configurant al llarg del segle xiii per successius privilegis de Jaume el Conqueridor (1249, 1258, 1265):
- Jaume el Conqueridor va crear l'any 1249 l'estructura fonamental del govern municipal de Barcelona: un consell de 4 magistrats (paers). De renovació anual per cooptació, que designaven un nombre imprecís de consellers assessors i que col·laboraven amb els oficials reials (el batlle i el veguer).[4]

- L'any 1258 els 4 paers van ser substituïts per 8 consellers, també de renovació anual per cooptació, amb la missió de designar un consell o parlament de 200 prohoms assessors i col·laborar, així mateix, amb els oficials reials.

- Després de diverses modificacions, l'any 1265 l'organització municipal va quedar definitivament estructurada: un nou privilegi, de l'any 1265, va reforçar l'estructura ciutadana i la va simplificar: els consellers van passar de 8 a 4, també de renovació anual per cooptació, i l'assemblea consultiva de 200 a 100 membres. El veguer i el batlle eren assessorats pels consellers, que passaven a exercir funcions de control, deliberants i resolutives. L'autoritat municipal va recaure sobre el Conseller en Cap elegit per un Consell de cent personalitats.

Una darrera disposició, del 1274, fixava en 5 el nombre de consellers, elegits cada any el dia de Sant Andreu per una comissió de 12 membres del Consell de Cent. Al seu torn, els 5 consellers, en començar el seu mandat elegien els 100 prohoms del nou Consell de Cent. A causa de la dificultat de reunir el Consell de Cent, cap al 1325 es creà un consell restringit format per una quarta part dels prohoms (primer de 25 membres i després de 30) anomenat Trentenari. Pere el Cerimoniós va donar permís al Consell de Cent per utilitzar el Senyal Reial.

## El Trentenari
Al segle xv, i davant de les tensions internes entre les dues faccions del Consell de Cent (la Biga i la Busca) Alfons el Magnànim concedí un nou privilegi de regulació de la ciutat (1455) que repartia d'una manera fixa la composició dels òrgans de govern municipal entre els diversos estaments.
Amb les reformes de Ferran II, i les de 1621 i de 1641/1652, els jurats del Consell de Cent sempre serien 144, i el formaven 32 jurats (ciutadans honrats i doctors en drets i en medicina), 12 cavallers i donzells, 4 nobles, 32 mercaders, 32 artistes (10 notaris públics de Barcelona, 4 notaris reials, 10 apotecaris i adroguers, 2 candelers de cera i 6 cirurgians/barbers) i 32 menestrals. El Trentenari o Consell ordinari de Trenta-sis era l'encarregat de preparar les propostes que haurien de ser decidides pel Consell general i decidir sobre qüestions més ordinàries, i estava format per 36 membres, vuit ciutadans honrats i doctors en drets i en medicina, 4 cavallers i nobles, 8 mercaders, 8 artistes i 8 menestrals. Finalment, els oficis de la Conselleria es distribuïen de la manera següent: el conseller en cap, el conseller segon i el conseller tercer per als ciutadans honrats i doctors en drets i en medicina, cavallers i nobles (rotativament entre ciutadans i militars a raó de dos oficis per als primers i un per als segons); el conseller quart per als mercaders, el conseller cinquè per als artistes i el conseller sisè per als menestrals.

## Abolició
El Consell de Cent, que durant la Guerra de Successió Espanyola s'havia posicionat en favor de la causa austriacista, aixecant un regiment, i la Diputació de la Generalitat de Catalunya van ser abolits pel Mariscal James Fitz-James Stuart, primer duc de Berwick, el 15 de setembre de l'any 1714.

## Fons documental del Consell de Cent
El fons documental del Consell de Cent que custodia l'Arxiu Històric de la Ciutat de Barcelona (AHCB) es troba integrat en l'així anomenat «Consell de la Ciutat i Ajuntament Modern» (CCAM). Comprèn la documentació municipal pròpiament dita i està organitzada seguint l'estructura de caràcter funcional reflectida en el quadre de classificació elaborat per l'AHCB. El fons aplega la documentació generada tant pel Consell de Cent amb la documentació de l'antiga institució de govern local fins que fou suprimida el 1714, com per l'Ajuntament Modern, amb la documentació governativa del període borbònic dels segles xviii-xix.
Aquest fons permet conèixer, analitzar i estudiar tots aquells aspectes i assumptes en els quals, directament o indirecta, l'autoritat municipal ha intervingut en virtut de les seves atribucions i competències en l'administració, gestió i govern del seu territori i dels seus habitants. La relació sumària de les competències municipals exercides al llarg de sis segles, serveix per orientar sobre les matèries de les quals es pot trobar informació en aquest fons. Del conjunt de sèries documentals que aplega el fons, en destaquen per la seva rellevància: 
- Pergamins:[10] Inclou privilegis reials, capítols de Corts, documentació de les baronies de la ciutat, censals i documents privats relacionats amb el municipi, dels segles ix-xviii.

- Manuscrits:[11] Documents que havien pertangut al Consell de Cent, majoritàriament de caràcter jurídic. Destaquen els llibres de privilegis (Llibre Verd, Llibre Vermell i Usatges de Ramon Ferrer), els Commentaria super Usaticis Barchinone de Jaume Marquilles, Dels dits i fets memorables de Valeri Màxim, traduïts al català per fra Antoni Canals, i les Rúbriques de Bruniquer.

- Llibre del Consell,[12] Registre de Deliberacions[13] i Acords,[14] recullen les actes de les reunions dels òrgans del govern municipal. Els processos de les Corts catalanes.[15] Consolat de Mar, entitat dependent del Consell de Cent i amb jurisdicció en matèria marítima i mercantil, amb documentació dels segles xiv-xvii. Bans i altres impresos. Disposicions de les diverses autoritats amb jurisdicció a la ciutat de Barcelona, dels segles xv-xx.

- També trobem altres sèries documentals referides a Competència normativa, Correspondència, Afers jurídics, Finances, Personal, Actes protocol·laris, Urbanisme i obres, Proveïments, Defensa, Beneficència, Ensenyament, Cultura i Església.